# 羅伯特·C·邁克爾遜
羅伯特·C·邁克爾遜（英語：Robert C. Michelson，1951年—），美籍工程师、学者。其以发明了仿生扑翼机多模态电子机械昆虫并发起国际空中机器人大赛（IARC）而闻名业内。邁克爾遜先后从佛吉尼亚理工学院及佐治亚理工学院获得电气工程学士及硕士学位。其学术生涯始于美國海軍研究實驗室，开发基于雷达的海洋监测系统。随后，邁克爾遜成为喬治亞理工學院（GIT）的一名研究人员，任职于乔治亚理工研究院（GTRI）。在此期间，他参与并领导了三十多个大型研究项目。
邁克爾遜拥有三项美国发明专利，撰写并发表了超过100篇期刊论文、图书章节及研究报告。其在喬治亞理工學院航天工程学院发起并教授航空电子学课程直至其2004年退休。邁克爾遜是1998年美国国际无人系统组织（AUVSI）先锋奖的获得者，并被授予2001年倍耐力奖，荣获頭等奖金，以表彰其在科学文化传播方面的贡献。
1990年代，邁克爾遜创建了一个免税公司以将高科技成果应用于现代考古学中。其亦组织了对东安纳托利亚的多次考古探险活动。目前，他是工程技术顾问公司千年視野（Millennial Vision）的法人代表。自1990年代中期，邁克爾遜的研究开始侧重于仿生微型飞行器（MAV）的设计。邁克爾遜亦在多个领域获得了资格认证，如业余无线电，水肺潛水，试验机设计、机械保养，房屋建筑管理等。

## 生平事蹟

### 早期经历

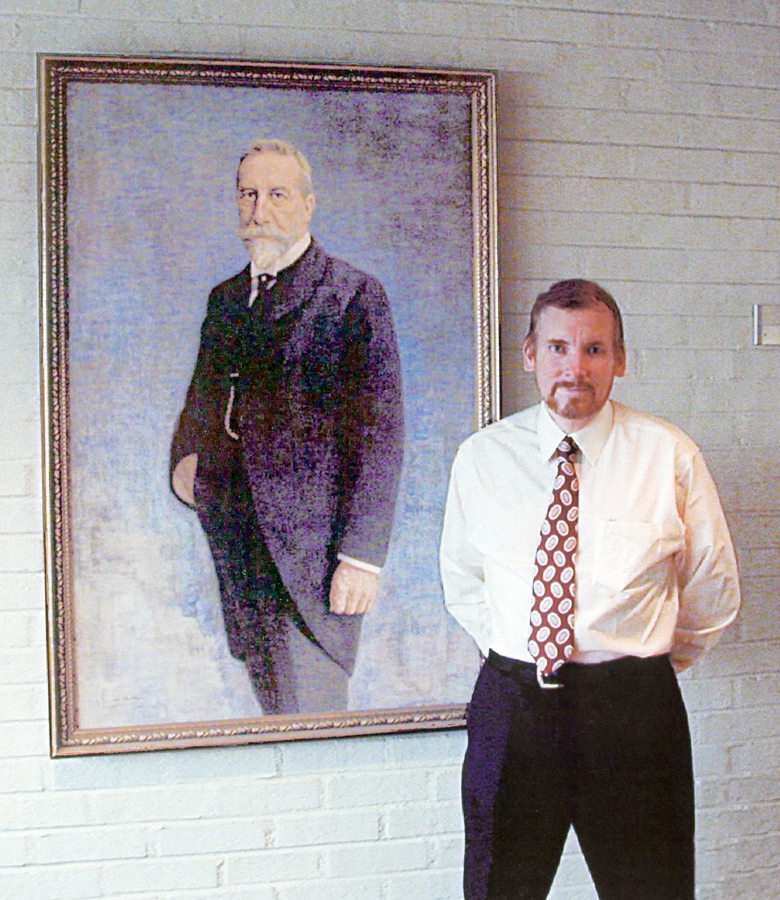
邁克爾遜在挪威卑尔根米切爾森研究院与克里斯蒂安·米切爾森画像合影。

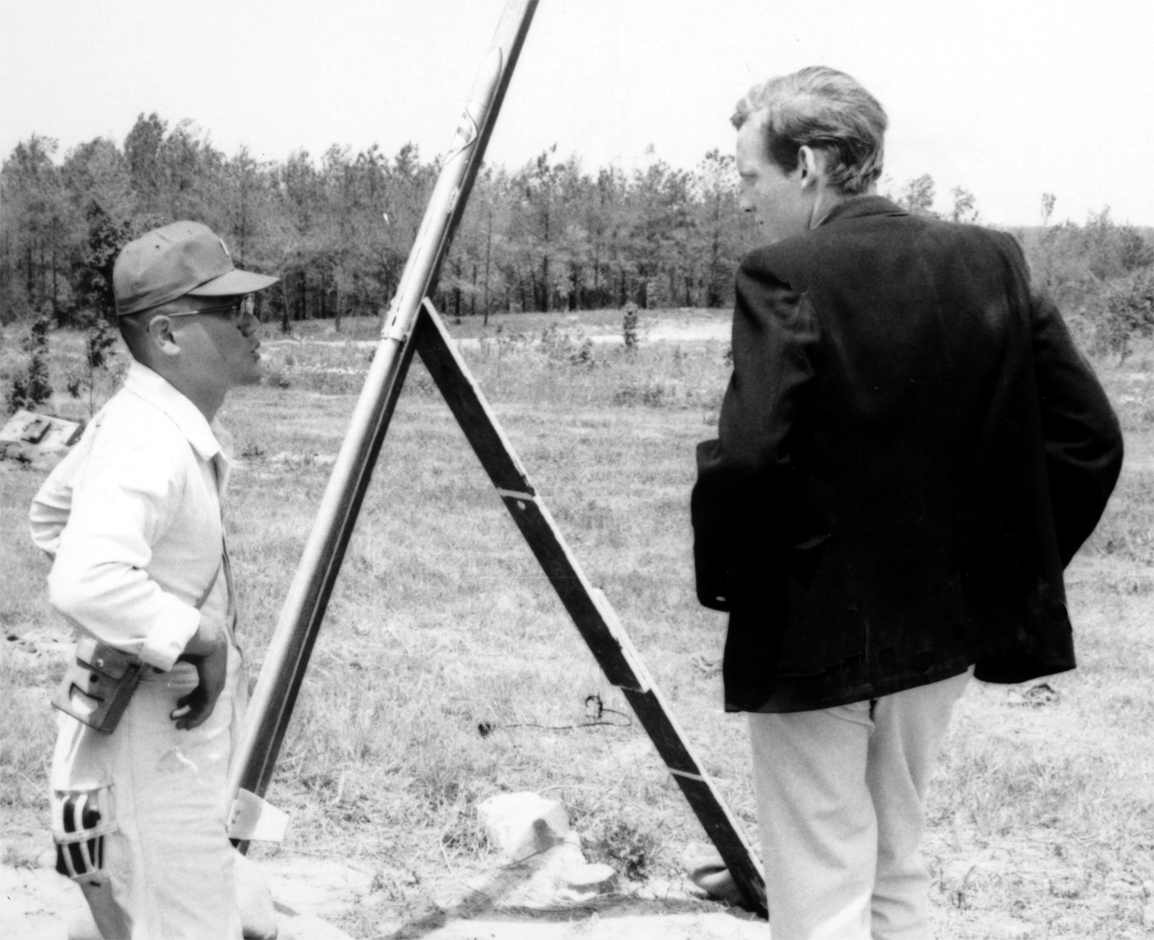
邁克爾遜（右）与军方技术人员在皮克特營讨论即将开始的希尔-阿尔法火箭发射。

邁克爾遜出生于1951年的华盛顿，是卡羅爾·邁克爾遜和伊夫林·邁克爾遜唯一的儿子，并是挪威第一届总理克里斯蒂安·米切爾森的后裔。邁克爾遜初中就读于勃艮第農場國家日校学校。他在那里对植物学和鸟类学产生了兴趣。在亨特堡高中时，邁克爾遜出任亨特堡業餘火箭俱乐部的主席。该俱乐部旨在建造大型固態火箭發動機（2m x 5cm），并在黑石的皮克特營发射场发射。

### 教育经历
邁克爾遜初中就读于勃艮第農場國家日校，并于1969年从亨特堡高中毕业。随后，邁克爾遜于1973年从弗吉尼亚理工学院（VPI）学士毕业并于1974年在喬治亞理工學院获得电子工程硕士学位。

### 职业生涯
1971年至1973年之间，邁克爾遜是位于华盛顿的美国海军研究实验室的一名空间雷达工程师。在随后的三十年中，邁克爾遜就职于亞特蘭大的喬治亞理工研究院，参与多项研究与管理工作。二十世纪70到80年代，邁克爾遜主要开发雷达信号处理及控制硬件，亦研究自主终端监测系统，用于诸如濒危动物保护跟踪，士兵场景仿真训练以及外军雷达设备仿真与测试。80年代后期，邁克爾遜成为喬治亞理工研究院技术发展部的带头人。他的研究兴趣转向融合了自主控制、信息技术以及航空技术的無人航空載具（UAVs）。其中，“空中机器人”（Air Robotic，邁克爾遜用以描述带认知能力的无人飞行器而于1990构建的词）更是在接下来的二十年中成为了他的研究重点。 从二十世纪90年代中期，邁克爾遜的研究重心转向仿生微型飛行器的设计。从1997年到2004年，邁克爾遜兼任喬治亞理工學院航空工程学院的副教授，教授無人飞行器和微型飛行器设计中的航空电子技术。2004年9月，邁克爾遜从喬治亞理工研究院退休，创建了技术咨询公司千年視野，以继续他在仿生空中机器人和终端监测方面的研究。邁克爾遜目前是喬治亞理工研究院名誉首席研究员，并担任非盈利教育与科学机构古代文化追求探索科技企業（Scientific Enterprise in Pursuit and Discovery of Ancient Cultures，SEPDAC）的主席。2008年到2012年期间，他还曾连续五年出任夏普山保護區董事会的会员。

## 学术活动
邁克爾遜教授分别于2011年和2013年出席了第一届，第二届中航工业杯—国际无人飞行器创新大奖赛，并担任大赛副总裁判长。他亦担任了由Springer出版社出版的《无人空中飞行器手册》（2014年出版）中“MAVs and Bio-Inspired UAVs”一章的章节主编。邁克爾遜曾于2006年担任位于伊斯坦布尔的土耳其空军研究院（Hava Harp Okulu）的北大西洋公約組織研究與技術機構讲师，并曾受邀担任位于布鲁塞尔的冯·卡门流体动力学研究所（1999年和2003年）及皇家军事研究所（2001年）的微型飛行器讲师。他是第一位「MITRE公司科技報告者」的获得者（1998年），并曾任六个国家的技术访问教授：澳大利亚（2002年），比利时（1999、2003年)，挪威（2001年），瑞士（2001年），土耳其（2001、2006年)以及墨西哥（2010年）。邁克爾遜曾于2008年担任美军方及印度国防部的技术顾问，负责创办并组织在印度阿格拉的美亚第一届微型飛行器演示大赛。其亦于2005年在德国加爾米施-帕滕基興举行的第一届美欧微型飛行器演示大赛中再次为美军方效力。邁克爾遜在喬治亞理工學院创立了“二十一世纪空中机器人”（21st Century Aerial Robotics）短期课程和“现代雷达理论”中的数字信号处理课程。他同时还是国际空中机器人大赛的创始人和组织者。在加入喬治亞理工學院之前，邁克爾遜效力于位于华盛顿的美国海军研究实验室，参与设计了基于计算机的太空海洋雷达监视系统，并完成其大气层内的飞行测试。
邁克爾遜多次入围工程名人录，美国名人录以及第二十三期世界名人录。他发表了超过100篇研究报告，期刊论文以及图书章节。

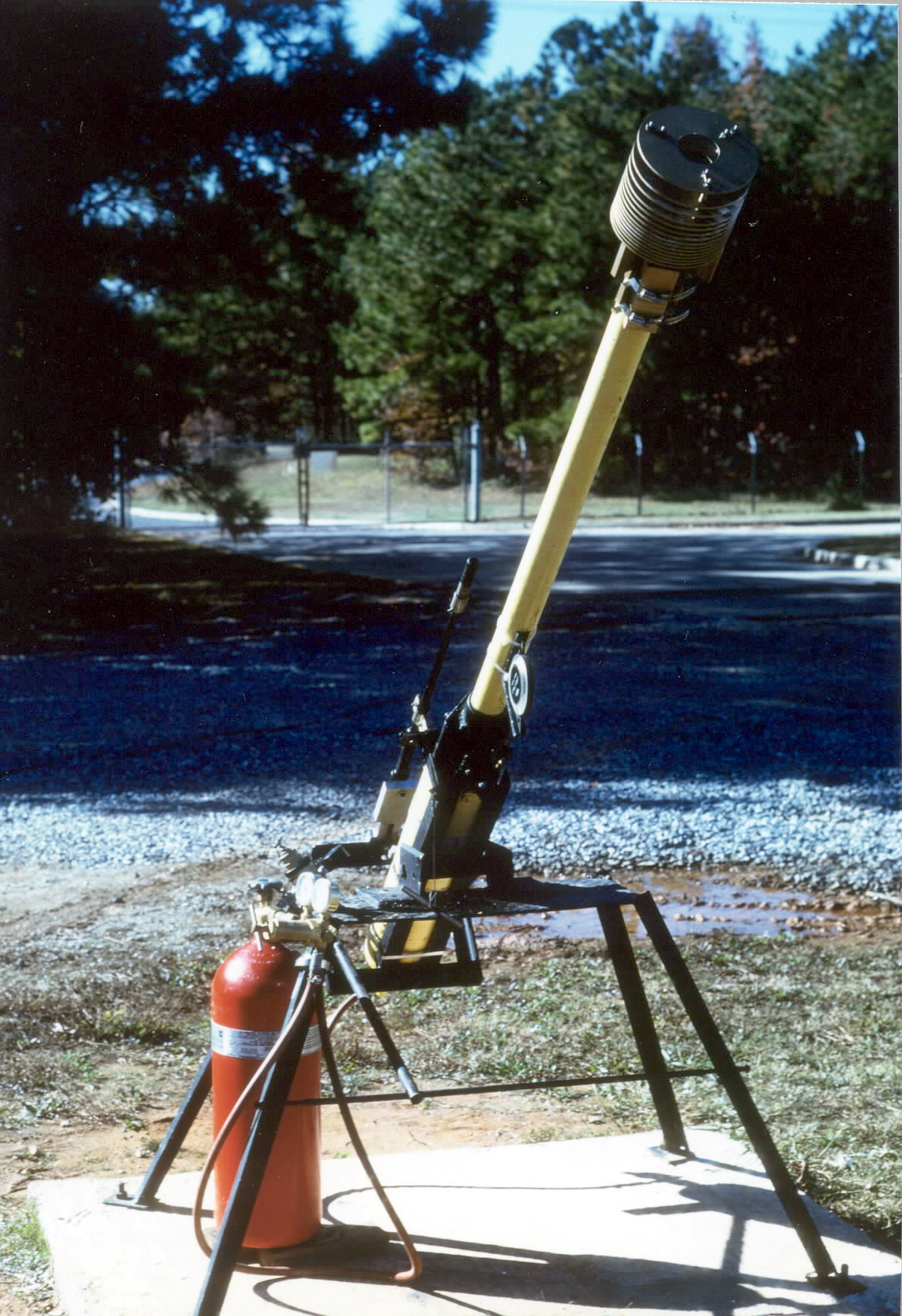
邁克爾遜为军方CDEC项目开发的间接火力终端效应评估气动发射器

### 项目负责人
在美国海军研究实验室工作期间，邁克爾遜致力于基于雷达的海洋监测系统研究以及洛克希德报警星PO-1W超星座的硬件测试。1974年始，邁克爾遜就职于喬治亞理工研究院，并在初级工程师期间获得了他的第一个合同。该合同项目旨在跟踪肯尼迪航天中心附近水域中的濒危物种─美洲海牛西印度海牛。
邁克爾遜在喬治亞理工研究院领导了三十多个项目。1979年，喬治亞理工研究院主持了军方战斗发展与试验司令部（Combat Development and Experimentation Command，CDEC）项目的间接火力仿真任务。他亦主持了國防高等研究計劃署的直接照准无线电声传感器项目，利用布拉格原理弯曲雷达信号，以检测被障碍物覆盖的目标（亦即检测角落目标）。邁克爾遜还领导了地面渗透雷达评估项目，以检测城市管道天然气泄露情况。1981年，邁克爾遜主持开发自主被动式测试系统，以破译捕获的外方威胁设备。该测试系统被某国军方使用了近十年。邁克爾遜亦为美国军方开发了其他测试及评估雷达系统，如用于测试毫米微波设备的Ka-带宽线性电子对抗源（Linear Electronics Countermeasure Source，KABLES）。

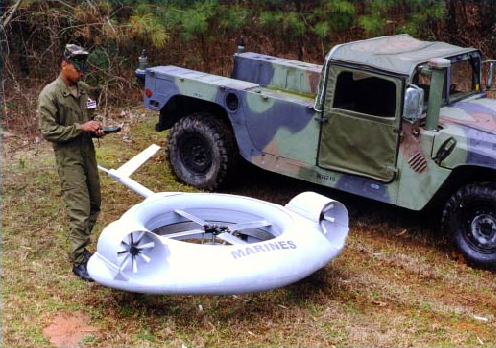
邁克爾遜教授及其无人机队伍开发的复合内外函喷气发动机被用于交通监测无人机项目

邁克爾遜在先进交通工具方面进行了大量研究。其领导的团队发明了电池充电状态评估技术，开发了电子车辆仿真系统，试验了载人飞行系统的有效吹洗面。90年代中期，邁克爾遜的研究重心转向无人飞行器，尤其是带自身动力的。他与美国政府及工业界合作，共同研究無人航空載具。其第一个無人航空載具项目是开发基于复合内外函喷气发动机的交通监测无人机，以弥补亚特兰大高速公路上收费站摄像系统的监测漏洞。该无人机亦可帮助搜集交通事故现场信息。由于基金下马的原因，该研究在第一次正式试飞前停止，但该无人机后来被军方采用。随后，邁克爾遜的研究兴趣转向无需全球定位系統定位的室内微小型飞行器。受DARPA、美国空军以及喬治亞理工學院各类基金的资助，邁克爾遜及其团队研究并开发了仿生微型飞行器，多模態電子機械昆蟲。NASA先进概念研究院在意识到多模態電子機械昆蟲特殊的飞行性能后与邁克爾遜签订了两个合同，以探索多模態電子機械昆蟲在火星上慢速飞行的可能性。

2004年，邁克爾遜从喬治亞理工學院退休，创建了千年視野有限公司，继续他在無人航空載具及微型飛行器方面的研究。建立该公司后，邁克爾遜开始研究可用于可靠探测的平流层无人飞艇。同时，他也致力于微型飛行器以及各类竞赛，并帮助建立、组织各类国际赛事，如在德国加米施举办的第一届美欧微型飛行器大赛（MAV-05），以及由美国军方RDECOM-Pacific和印度国防部在印度阿格拉联合举办的第一届美亚微型飛行器及无人地面驾驶系统大赛（MAV-08）。 

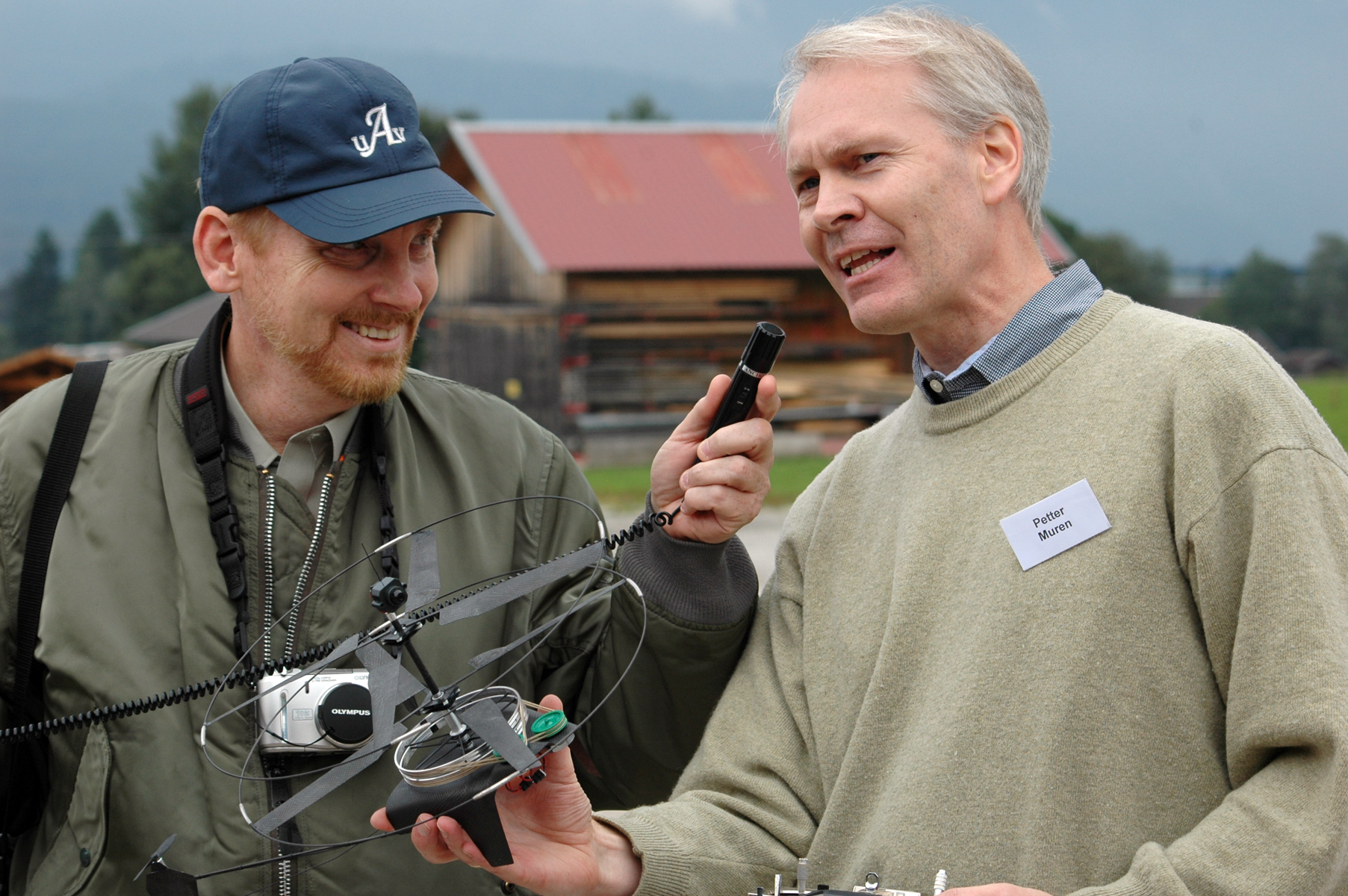
邁克爾遜教授与Petter Muren（手持微型飛行器）在德国加米施的MAV-05上接受采访

### 航空工程副教授
二十世纪90年代，邁克爾遜兼任喬治亞理工學院航天工程学院的副教授，教授研究生航电课程，侧重讲解無人航空載具及微型飛行器的相关技术。
与此同时，邁克爾遜与其他教授在喬治亞理工學院继续教育学院创建了短期课程“二十一世纪空中机器人”。在喬治亞理工學院教授该课程多年后，勞倫斯·紐科姆与邁克爾遜在北大西洋公約組織的资助下，开始逐步在全美范围以及瑞典，挪威，土耳其推广该课程。

## 获奖情况
邁克爾遜是美国航空航天学会（AIAA）的副研究员，電機電子工程師學會（IEEE）的高级会员，以及西格玛赛的全职会员。二十世纪90年代，邁克爾遜成为国际无人系统协会（AUVSI）董事会的一员，并出任主席一职。1998年，邁克爾遜荣获国际无人系统协会授予的无人系统业界内的最高奖项─先锋奖。邁克爾遜还是2001年倍耐力奖的获得者，表彰其在科学文化传播领域的突出贡献。由于发明了多模態電子機械昆蟲，邁克爾遜亦获得最高倍耐力奖金─25,000欧元。

## 业余爱好
1997年，邁克爾遜修建了其第一座全自动的海生水族馆，并在其内种植、繁衍了多种其收集的珊瑚。自此，邁克爾遜开始致力于海生水族馆的设计以及珊瑚的繁殖。自1969年始，邁克爾遜成为國際潛水教練協會（NAUI）授权的水肺潜水员，并是加勒比海以及太平洋的业余潜水员，曾对多个船只残骸完成下潜任务，并研究了采集及传送海洋生物的有效方法。邁克爾遜亦制造并试飞了单座载人旋翼机N8489B的试验机，并因此成为美國聯邦航空總署（FAA）授权的该机的机械工程师和驾驶员。

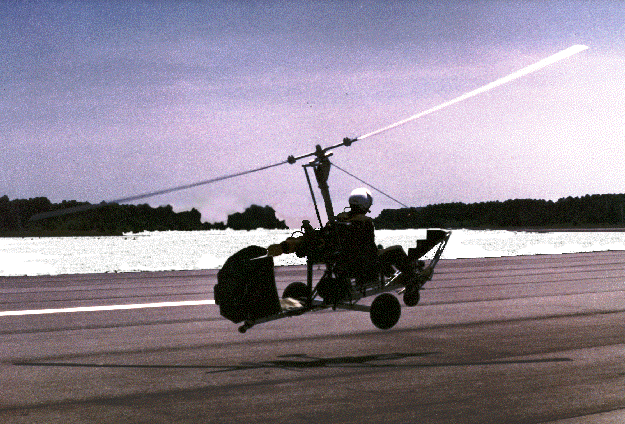
邁克爾遜在乔治亚罗马的Richard B. Russell机场试飞其研发的旋翼机

在喬治亞理工學院利用地面渗透雷达监测天然气泄漏、地面空洞以及地底矿藏的工作，使得邁克爾遜对如何在考古学中应用高科技技术产生了兴趣。自1995年始，他先后六次组织了在土耳其、伊朗边界军事区的考古行动，并在土耳其军队的陪同下，搜索早期东安纳托利亚地区的古老人类文明遗迹。邁克爾遜因此创立了501（c3）非盈利公司，以在考古学中应用非传统考古技术。
1986年，邁克爾遜修完了房屋修建管理课程，并建造其第一座房屋。随后，在为喬治亞理工學院工作的同时，邁克爾遜监督修建了位于乔治亚伍德斯托克小镇的一座教堂。2013年，邁克爾遜在佐治亚北部山区设计并监督修建了自己的又一座全钢筋结构、水泥地基及水泥外壳的房屋。
邁克爾遜曾是美國童軍的一员，一直致力于该组织的建设与发展。年轻时，邁克爾遜是位于弗吉尼亞州亞歷山卓981团的星级童军，并成功成为聖劍盟（OA）的一员。后来，他荣获了全美最大团，470团 （Amangamek Wipit），兄弟成员的资格，并参与了诸如 “費蒙特童軍牧場（1967）”之类的活动。受父亲的影响，邁克爾遜的两个儿子都是鷹級童軍，被授予金、银鹰掌。目前，邁克爾遜是美童军8880团的指导员。
邁克爾遜感兴趣于各类语言及语法，不仅是日常生活语言，亦包括计算机语言。他曾为本科生教授Fortran语言，并自学了BASIC、Forth，以及其他各类組合語言以支持其研究的需要。他为美军方的环境及雷达操作模拟器（Environment and Radar Operation Simulator）设计了目标处理单元。该项目要求为高频处理器（10 MHz）设计硬件及编程语言。在当时，这两项技术还未曾有人问津

。至于日常交流语言，邁克爾遜精通英语，西班牙语及土耳其语。

## 媒体活动

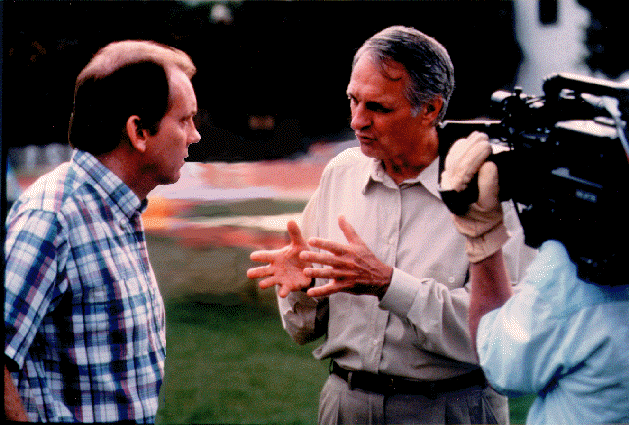
1995年国际空中机器人大赛期间，邁克爾遜接受美国科学前沿Alan Alda的采访。

邁克爾遜先后被各大知名杂志（如彭博商業周刊、大众机械、科學美國人、高等教育紀事報）、电台（如全國公共廣播電台、美國軍中廣播、美國科學促進會）以及电视频道（如美国科学前沿、探索頻道、有線電視新聞網、英國廣播公司、美國廣播公司、哥倫比亞廣播公司、國家廣播公司、福斯廣播公司）采访。全世界范围对机器人，尤其是作战机器人的关注使得各电视台制作了一系列的节目介绍邁克爾遜的工作。其中，电视节目發明之外在其第1008期中开辟了邁克爾遜技术生涯专题，介绍并阐述了他的一系列研究内容，如無人飞行器，国际空中机器人大赛，基于多模態電子機械昆蟲的火星探索，以及珊瑚自主繁殖等。邁克爾遜在各大电视节目，尤其是介绍国际空中机器人大赛的电视节目中出现，如探索与发现栏目的“Airbots”等。邁克爾遜经常被各大介绍国际空中机器人大赛及其相关技术在军事、民用方面应用的新闻媒体援引。
随着空中机器人在海湾战争中的大量使用，公众对该领域的关注达到了高潮。邁克爾遜开始出现在各大系列节目及专题中，如公共電視網NOVA的“會飛的間諜”，英國廣播公司的专题“推翻薩達姆的七種方法”等。由于其在空中机器人研究方面的贡献，邁克爾遜在喬爾·諾拉克的科幻小说“Soft Target: The Air”（2007年）中被塑造成其中的角色“邁克爾·C·羅伯遜”。在该书中，邁克爾·C·羅伯遜是喬治亞理工研究院的工作人员，发明了多模態電子機械昆蟲。而在实际生活中，邁克爾遜正是多模態電子機械昆蟲的实际发明人。另外，多模態電子機械昆蟲也出现在喬爾·諾拉克的另一部科幻小说“Target Acquired”（2003年）中。

## 专利
- 美国专利6,082,671 (PDF 版本)（于2000年07月04日注册）Robert C. Michelson——Entomopter and Method for Using Same。
- 美国专利6,094,033 (PDF 版本)（于2000年07月25日注册）Robert C. Michelson——Battery State of Charge Detector with Rapid Charging Capability and Method。
- 美国专利6,446,909 (PDF 版本)（于2002年09月10日注册）Robert C. Michelson——Reciprocating Chemical Muscle (RCM) and Method for Using Same。

## 部分论文
- “Test and Evaluation for Fully Autonomous Micro Air Vehicles,” The ITEA Journal, December 2008, Volume 29, Number 4, ISSN 1054-0229 International Test and Evaluation Association, pp. 367–374
- “Very small flying machines,” 2006 Yearbook of Science & Technology, McGraw-Hill, New York, ISBN 0-07-146205-8, 2006, pp. 341–344
- “Novel Approaches to Miniature Flight Platforms,” Proceedings of the Institute of Mechanical Engineers, Vol. 218 Part G: Journal of Aerospace Engineering, Special Issue Paper 2004, pp. 363–373
- “Beyond Biologically Inspired Insect Flight,” von Karman Institute for Fluid Dynamics RTO/AVT Lecture Series on Low Reynolds Number Aerodynamics on Aircraft Including Applications in Emerging UAV Technology, Brussels Belgium, 24–28 November 2003
- “The Entomopter,” Neurotechnology for Biomimetic Robots, ISBN 0-262-01193-X, The MIT Press, September 2002, pp. 481–509
- “Autonomous Vehicles,” Proceedings of the IEEE, Vol. 84, No. 8, August 1996, pp. 1147–1164
- “Feasibility of Applying Radio-Acoustic Techniques to Non Line-of-Sight Sensing,” AIAA Journal of Aircraft, Vol. 33, No. 2, March – April 1996, pp. 260–267
- “Tracking of the Florida Manatee,” ISA Transactions, Vol. 21, No. 1, 1982, pp. 79–85